# Sallenôves
Sallenôves är en kommun i departementet Haute-Savoie i regionen Auvergne-Rhône-Alpes i sydöstra Frankrike. Kommunen ligger i kantonen Annecy-Nord-Ouest som tillhör arrondissementet Annecy. År 2022 hade Sallenôves 847 invånare.

## Befolkningsutveckling
Antalet invånare i kommunen Sallenôves
| Referens: INSEE |